# Origanum vulgare
Kinh giới cay là một loài thực vật có hoa trong họ Hoa môi. Loài này được Carl von Linné mô tả khoa học đầu tiên năm 1753.

## Công dụng

### Ẩm thực

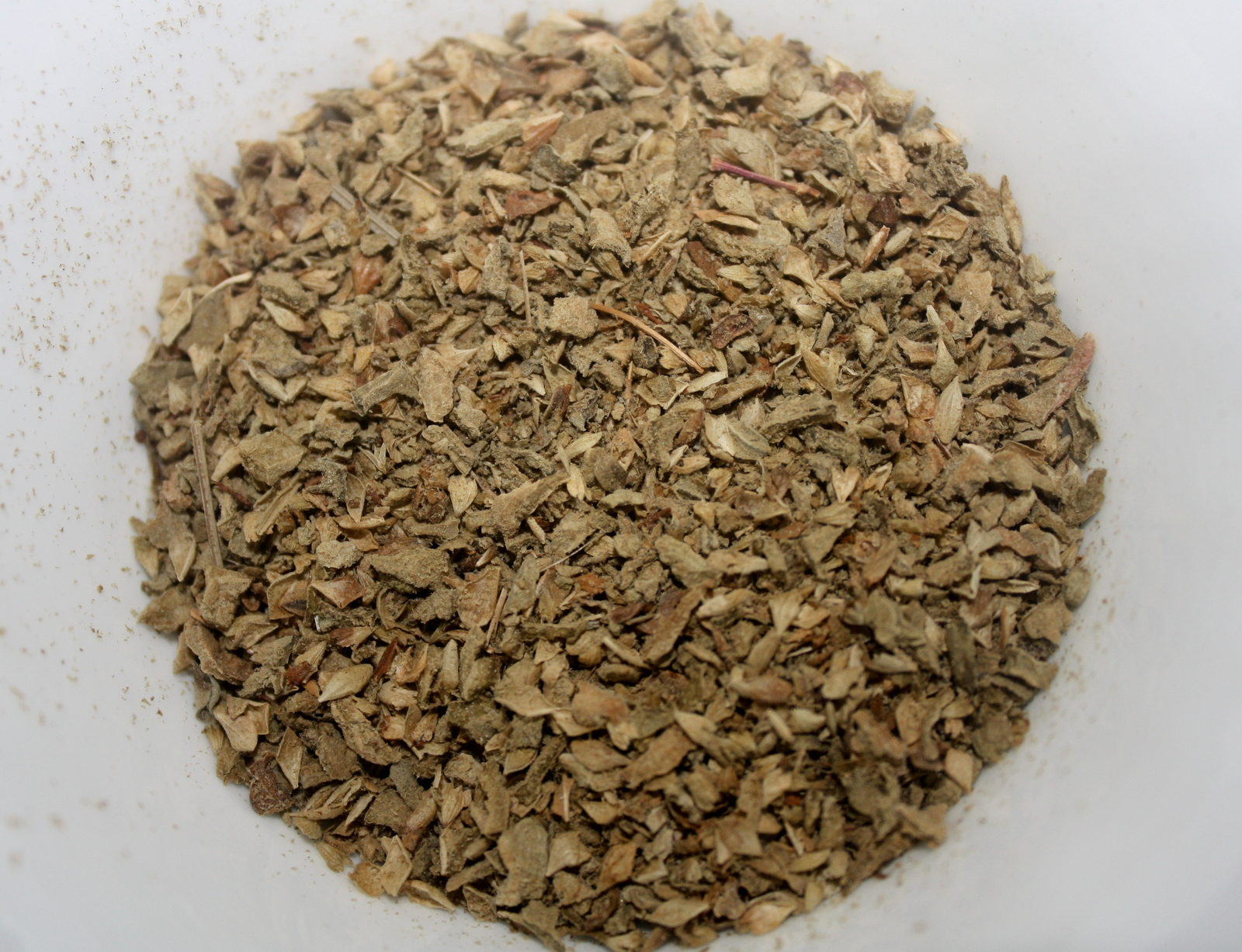
Lá Oregano khô

Oregano là một loại rau thơm, được sử dụng để tạo hương vị từ lá của nó, khi sấy khô hơn hương vị có thể đậm hơn là tươi. Nó có vị mộc, ấm và hơi đắng, có thể khác nhau về cường độ. Oregano chất lượng tốt có thể đủ mạnh để làm tê lưỡi, nhưng những giống cây trồng thích nghi với khí hậu lạnh hơn có thể có hương vị kém hơn. Các yếu tố như khí hậu, mùa và thành phần đất có thể ảnh hưởng đến các loại tinh dầu, và ảnh hưởng này có thể còn lớn hơn sự khác biệt giữa các loài thực vật khác nhau. Các hợp chất hóa học góp phần tạo nên hương vị gồm có carvacrol, thymol, limonene, pinene, ocimene, và caryophyllene.
Công dụng hiện đại nổi bật nhất của Oregano là một loại rau thơm chính của ẩm thực Ý. Món ăn này bắt đầu phổ biến ở Mỹ khi những người lính trở về từ Thế chiến thứ hai mang theo hương vị của món "pizza rau thơm", có lẽ đã được ăn ở miền nam nước Ý trong nhiều thế kỷ. Ở đó, nó thường được sử dụng với rau, thịt và cá chiên hoặc nướng. Oregano kết hợp tốt với các loại thực phẩm cay phổ biến ở miền nam nước Ý. Nó ít được sử dụng hơn ở phía bắc của đất nước, vì kinh giới tây thường được ưa chuộng hơn.
Loại thảo mộc này được sử dụng rộng rãi trong ẩm thực của Lưu vực Địa Trung Hải và Mỹ Latinh, đặc biệt là trong ẩm thực Argentina.
Trong mùa hè, một lượng lớn lá oregano khô thường được rắc lên trên món salad cà chua và dưa chuột ở Bồ Đào Nha, và nó cũng có thể được dùng để nêm các món thịt và cá.
Lá khô và xay thường được sử dụng nhiều nhất ở Hy Lạp để tăng thêm hương vị cho salad Hy Lạp, và thường được thêm vào nước sốt chanh-dầu ô liu đi kèm với cá hoặc thịt nướng và thịt hầm.

## Hình ảnh

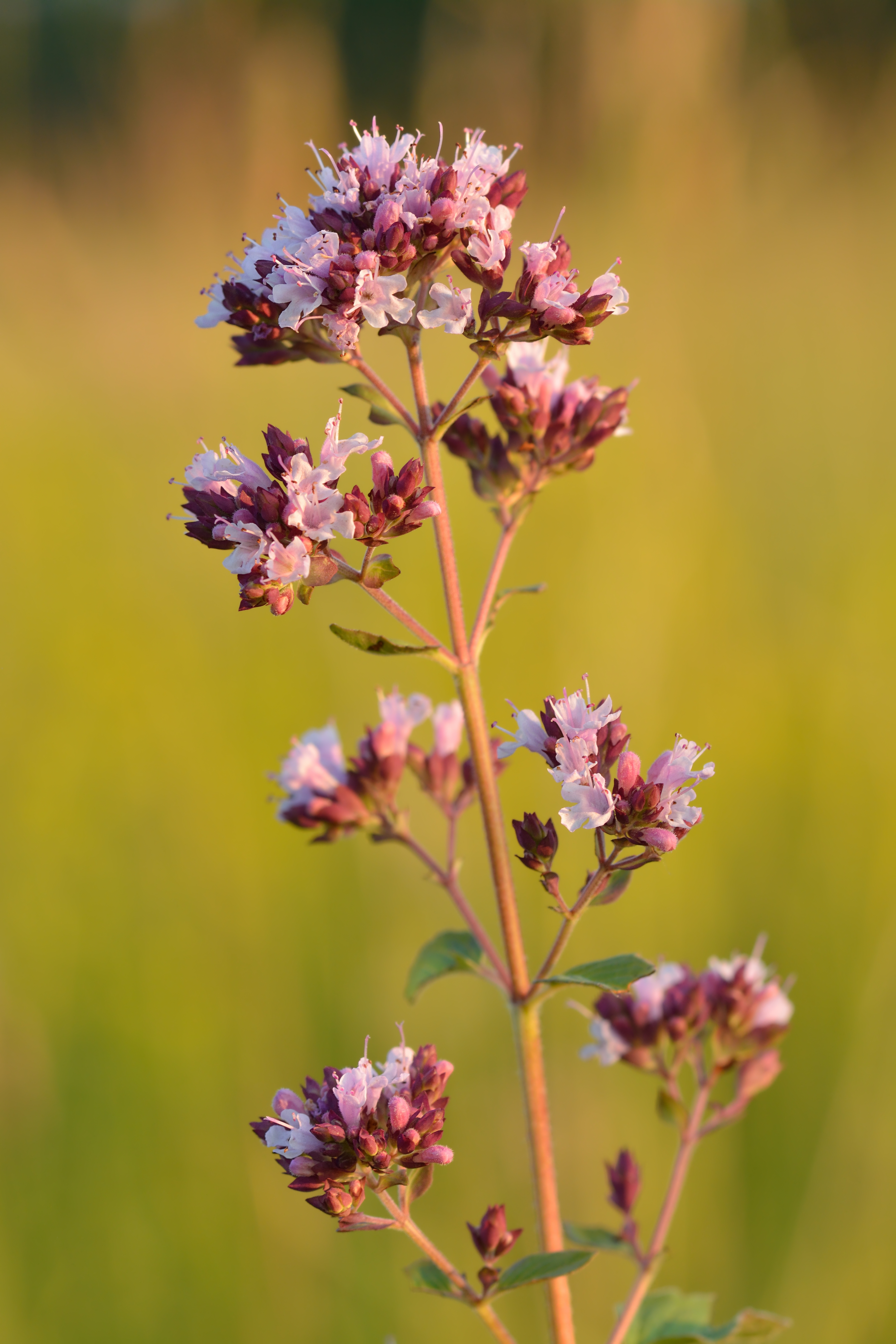
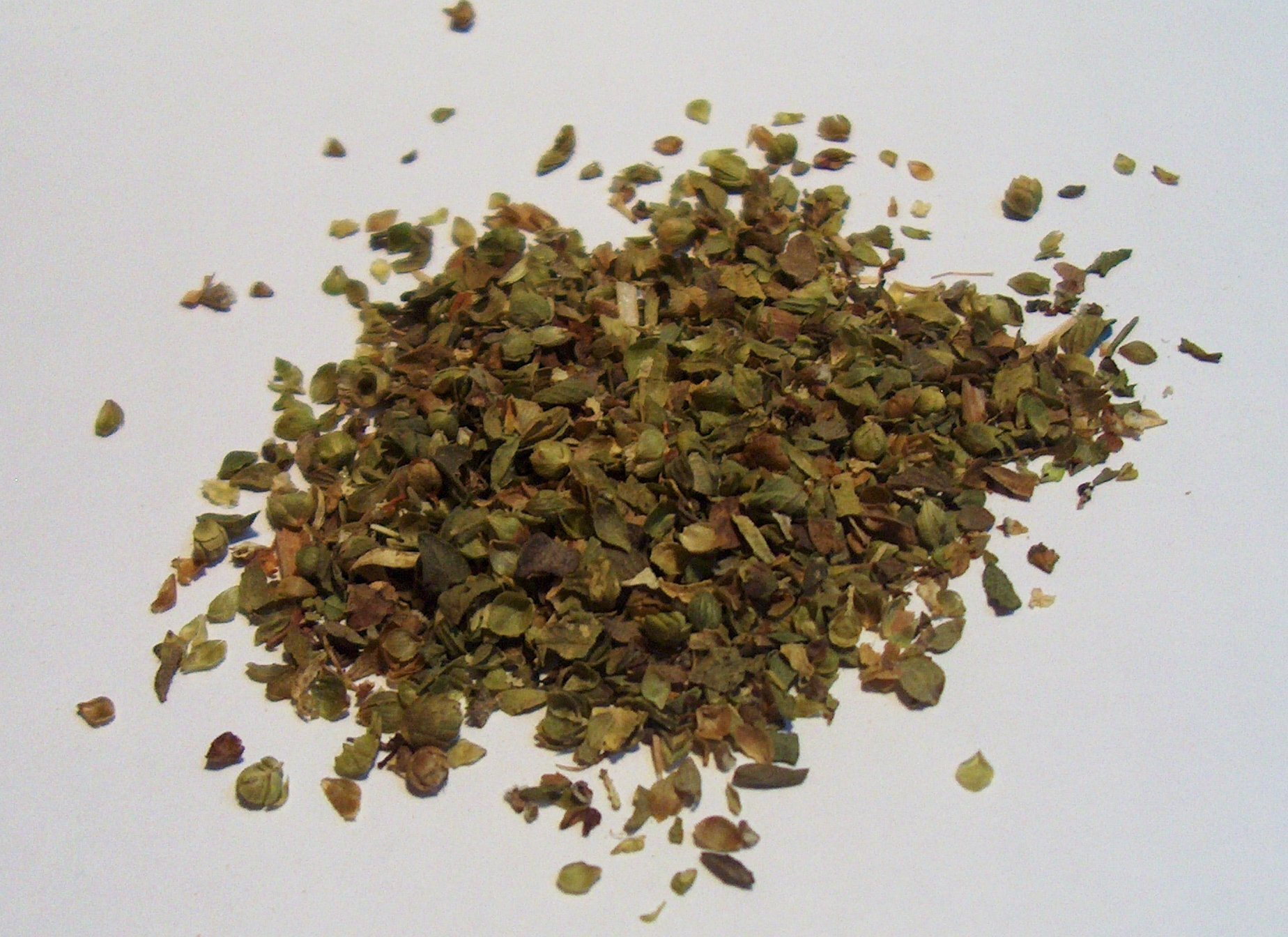
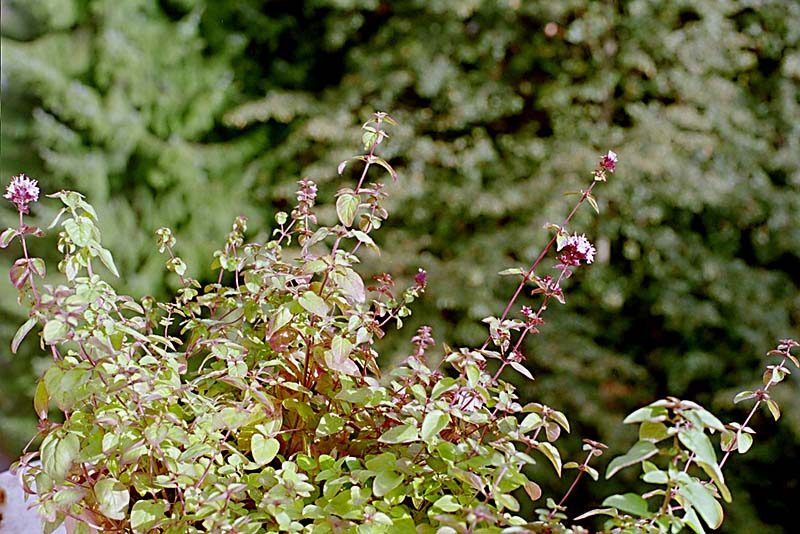
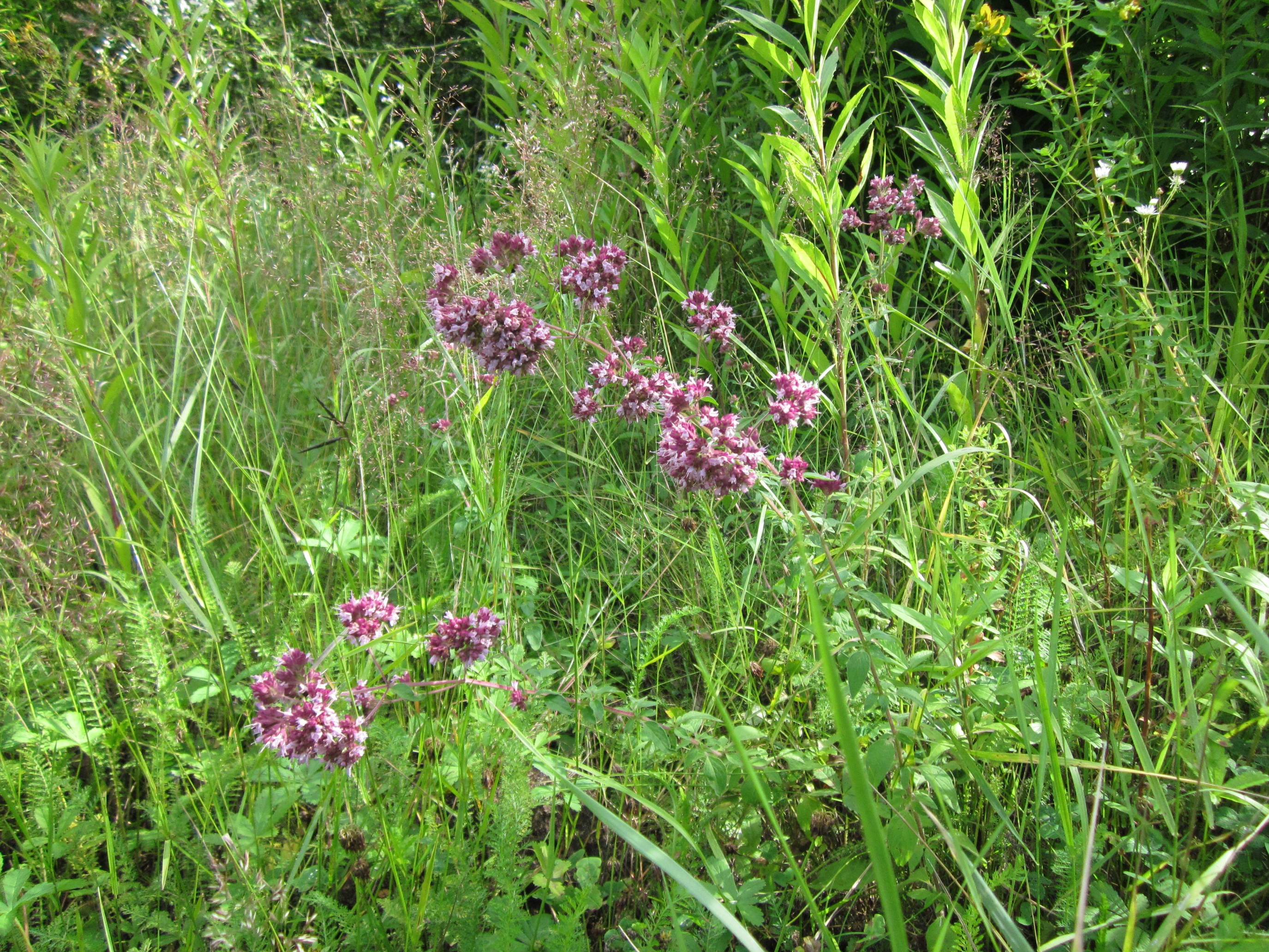